# Federigo Melis
Federigo Melis (* 14. August 1914 in Florenz; † 26. Dezember 1973 ebenda) war ein italienischer Wirtschaftshistoriker. Melis war Professor für Wirtschaftsgeschichte an den Universitäten Pisa und Florenz, dazu Begründer des Internationalen Instituts für Wirtschaftsgeschichte “F. Datini” in Prato. Neben Raymond de Roover, Gino Luzzatto und Armando Sapori gilt er als derjenige, der die Vorstellung von der kommerziellen Revolution des Spätmittelalters am stärksten gefördert hat.

## Leben und Wirken
Federigo Melis studierte bis 1939 an der Fakultät für Wirtschaft und Handel in Rom. Im selben Jahr wurde er Assistent an der Cattedra di ragioneria, der Abteilung für Buchhaltung, mit dem Spezialgebiet Geschichte der Buchhaltung. Nach 1945 kehrte er in diese Position zurück und verblieb dort bis 1948/49. Dort wurde er 1948 mit der Libera Docenza zum Privatdozenten. 1949/50 wurde er Dozent für Wirtschaftsgeschichte an der Facoltà di Economia e Commercio an der Universität Pisa und 1952 übernahm er zusätzlich die Dozentur für die Geschichte der Dottrine economiche. Parallel dazu führte er von 1953 bis 1957 eine zweite Dozentur an der Universität Cagliari auf Sardinien, genauer der frisch gegründeten Fakultät für Wirtschaft und Handel, wobei er sich neben der Wirtschaftsgeschichte mit Wirtschaftsgeographie befasste. 1957 wurde er Professor an der Universität Pisa, wo er 1962 zum Fakultätsdirektor aufstieg. Im nächsten Jahr wurde er zum Professor für Wirtschaftsgeschichte an der Universität Florenz berufen, führte aber bis 1970 seine Professur in Pisa weiter.
Sein erstes Werk, die Storia della Ragioneria (Geschichte der Buchhaltung) war Resultat seiner Arbeiten als Dozent in Rom. Im italienischen Umfeld arbeiteten nur wenige so konsequent quantifizierend und eng an den von den Kaufleuten selbst hinterlassenen Zeugnissen. Zugleich begründete er die methodologische Eigenständigkeit der Wirtschaftsgeschichte. Dabei kam ihm der immense Fundus der Hinterlassenschaft Francesco Datinis zugute. Zahlreiche Dokumente aus diesem Fundus flossen in seine Documenti per la storia economica dei secoli XIII-XVI ein. Sicherlich war er der beste Kenner des gewaltigen Bestandes, eine Kenntnis, die gleichfalls in seine Aspetti della vita economica medievale von 1962 einfloss. 
Des Weiteren arbeitete Melis an der Geschichte der Versicherungen, die er in Origini e sviluppo delle assicurazioni in Italia darstellte. Sein zweiter Schwerpunkt war die Lehre, wie schon die Documenti zeigten, die eine Systematik der wirtschaftshistorischen Quellen darstellt, die mit zahlreichen Beispielen ausgestattet ist. Schließlich mündeten seine Bemühungen in die Gründung eines Forschungsinstituts in Prato, dem Wohnort Datinis. So entstand 1967 mit Unterstützung zahlreicher Kollegen, unter ihnen Fernand Braudel, das Istituto Internazionale di Storia Economica "F.Datini". Eines der Hauptziele dieses Instituts ist die Schaffung von Lernmöglichkeiten für junge Wissenschaftler und die Möglichkeit, auf internationaler Bühne in den jährlichen Konferenzen aufzutreten. Zudem bietet das größte erhaltene Kaufmannsarchiv des Mittelalters Quellenbestände für praktisch jede historische Fragestellung. Die Städte Prato und Wervik (Belgien) machten ihn zum Ehrenbürger.

## Werke (Auswahl)
- Prospetti storici di Ragioneria, in: Rivista Italiana di Ragioneria XXXIII (1940) 238–249.
- Storia della ragioneria. Contributo alla conoscenza e interpretazione delle fonti più significative della storia economica, Bologna 1950.
- La formazione dei costi nell'industria laniera alla fine del Trecento, in: Economia e Storia I (1954) 31–60 und 150–190
- Aspetti della vita economica medievale (Studi nell'Archivio Datini di Prato), Siena 1962.
- Werner Sombart e i problemi della navigazione nel Medio Evo, in: L'Opera di Werner Sombart nel Centenario della nascita, Mailand 1964, S. 85–149.
- La vita economica di Firenze al tempo di Dante, in: Atti del Congresso Internazionale di Studi Danteschi (20. – 27. April 1965), Florenz 1966, Bd. II, 99–128.
- Industria. Commercio. Credito, in: Un'altra Firenze. Riscontri tra cultura e società nella storia fiorentina. L'epoca di Cosimo il Vecchio, Florenz 1971, 141–280.
- Documenti per la storia economica dei secoli XIII-XVI, in Zusammenarbeit mit Elena Cecchi, Florenz 1972.
- Intensità e regolarità nella diffusione dell'informazione economica generale nel Mediterraneo e in Occidente alla fine del Medioevo, in: Histoire économique du monde méditerranéen, 1450–1650, Mélanges en l'honneur de Fernand Braudel, Toulouse 1973, 389–424.
- Banche, trasporti e assicurazioni, in: Nuovi metodi della ricerca storica, Atti del II Congresso Nazionale di Scienze storiche (Salerno, 23. – 27. April 1972), Mailand 1975.
- Sulle fonti tipiche della storia economica: per una particolare tecnica di lavoro dello storico (relativamente ai secoli XIII-XVII), in: Rassegna Economica XXXIX (1975) 307–332.
- The "Nationality" of Sea-Borne Trade between England and the Mediterranean around 1400, in: The Journal of European Economic History 4/2 (1975) 359–380.
- L'evoluzione della ragioneria dal XIII secolo all'opera di Francesco Marchi, Vortrag am Convegno di studi su Francesco Marchi (Pescia, Palazzo del Vicario, 30. Mai 1971), Pescia 1977, 15–36.